# Großer Preis von Großbritannien 1977
Der Große Preis von Großbritannien 1977 (offiziell XXX John Player British Grand Prix) fand am 16. Juli auf dem Silverstone Circuit in Silverstone statt und war das zehnte Rennen der Automobil-Weltmeisterschaft 1977. Das Rennen erhielt in diesem Jahr den FIA-Ehrentitel Großer Preis von Europa.

## Berichte

### Hintergrund
Ein Teilnehmerfeld von ungewöhnlicher Größe reiste zum Britischen Grand Prix nach Silverstone. Insgesamt 36 Teilnehmer wurden gemeldet.
Darunter befand sich auch das Renault-Werksteam, dessen mit Spannung erwartetes Debüt eigentlich für den Heim-Grand-Prix zwei Wochen zuvor in Frankreich geplant gewesen war, jedoch kurzfristig verschoben werden musste. Jean-Pierre Jabouille absolvierte nun den ersten Renneinsatz des Renault RS01 mit Turbomotor und läutete somit eine neue Ära in der Formel 1 ein. Das Turbo-Konzept setzte sich im Laufe der folgenden Jahre zunehmend durch.
Patrick Tambay, der sich in Frankreich im Surtees TS19 nicht hatte qualifizieren können, erhielt eine neue Chance im erstmals antretenden Team Theodore Racing, welches einen Ensign N177 als Kundenfahrzeug einsetzte. Gelegenheitsfahrer Tony Trimmer trat zum ersten Mal in dieser Saison an, am Steuer eines privaten Surtees.
Dem kanadischen Debütanten Gilles Villeneuve wurde vom McLaren-Werksteam ein M23 zur Verfügung gestellt. Dies wurde möglich, da erstmals beide Werksfahrer, James Hunt und Jochen Mass, den M26 fuhren. Ein weiterer Neuling war Andy Sutcliffe, der den zweiten Kunden-March im Team RAM Racing pilotierte. Der Australier Brian McGuire war ebenfalls neu in der Formel 1 und trat mit einem von ihm selbst modifizierten Rennwagen an, der seinen Namen trug.
Vern Schuppan kehrte als Ersatz für den endgültig bei Surtees ausgestiegenen Larry Perkins ins Fahrerfeld zurück.

### Training
Aufgrund der sehr umfangreichen Meldeliste entschied man sich erstmals für das in der Formel 1 damals völlig neue Verfahren einer Vorqualifikation. Alle Privatteams, die nicht Mitglied der FOCA waren, sowie Gaststarter mussten am Mittwoch vor dem Grand Prix daran teilnehmen. Nur diejenigen Piloten, die während dieses Extra-Trainings eine ausreichende Rundenzeit erzielten, durften an den regulären Trainingseinheiten am Freitag und Samstag teilnehmen, in denen, wie damals üblich, die Qualifikation fürs Rennen ausgetragen wurde. Man wählte dieses Verfahren, um mehr Raum zu schaffen, da die rund 4,7 Kilometer lange Rennstrecke mit allen 36 gemeldeten Fahrzeugen während des regulären Trainings derart überfüllt gewesen wäre, dass das Erzielen schneller Rundenzeiten ohne Behinderung durch langsamere Kollegen kaum möglich erschien.
Insgesamt 14 Fahrer nahmen an der Vorqualifikation teil. Die beiden Einheiten wurden durch zwei schwere Unfälle überschattet. Mikko Kozarowitsky beschädigte seinen Wagen irreparabel und David Purley verunfallte schwer, nachdem sein Gaszug in Vollgasstellung blockierte.
Villeneuve, Tambay, Jean-Pierre Jarier, Brian Henton und Brett Lunger beendeten die Vorqualifikation erfolgreich und wurden somit für das eigentliche Grand-Prix-Wochenende zugelassen. Wenig später entschloss sich der Veranstalter, zusätzlich auch Arturo Merzario und Patrick Nève zuzulassen. Nachdem bekannt wurde, dass Harald Ertl aufgrund finanzieller Probleme nicht würde antreten können, erhielt auch Emilio de Villota einen Nachrückerplatz.
Am Freitag vor dem Rennen begann dann das eigentliche Grand-Prix-Wochenende in bekannter Form. Ein starker Auftritt von Villeneuve beeindruckte die Fachwelt, die mit Spannung die ersten Trainingsrunden des turbogetriebenen Renault mit Michelin-Reifen erwartete.
Hunt, dessen stetige Steigerung im McLaren M26 bereits in den Rennen zuvor aufgefallen war, sicherte sich die Pole-Position vor seinem Landmann John Watson. Die zweite Reihe wurde von den Titelkontrahenten Niki Lauda und Jody Scheckter gebildet. Es folgte eine reine Lotus-Reihe, bestehend aus den beiden Werksfahrern Gunnar Nilsson und Mario Andretti. Hans-Joachim Stuck auf Brabham, Surtees-Pilot Vittorio Brambilla, der beeindruckende Neuling Villeneuve und Tyrrell-Pilot Ronnie Peterson vervollständigten die Top Ten.
Da nur 26 Fahrzeuge für das Rennen zugelassen wurden, scheiterten vier weitere Piloten an der regulären Qualifikation.

### Rennen
Watson ging aufgrund eines schlechten Starts von Hunt vor Lauda und Scheckter in Führung. Hunt folgte als Vierter vor Nilsson, Andretti, Villeneuve, Mass und Brambilla. Andretti überholte in der dritten Runde seinen Teamkollegen, im siebten Umlauf übernahm Hunt den dritten Platz von Scheckter.
Der erste Renneinsatz des Turbo-Renault endete bereits nach 16 Runden ausgerechnet aufgrund eines Schadens am Turbolader.
Villeneuve musste aufgrund erhöhter Motortemperatur einen Boxenstopp einlegen. Nachdem die Mechaniker das Problem inspiziert hatten, wurde er wieder auf die Strecke geschickt. In der 23. Runde gelangte Hunt durch ein Ausbremsmanöver gegen Lauda auf den zweiten Rang.
In der 50. Runde wurde Watson genau wie zwei Wochen zuvor in Führung liegend Opfer eines Defektes im Kraftstoffsystem. Während er die Box ansteuerte, um nachtanken zu lassen, übernahm Hunt die Führung und verteidigte sie bis ins Ziel. Es war der erste Saisonsieg für den Titelverteidiger.
Da sowohl Scheckter als auch Andretti jeweils in aussichtsreicher Position liegend kurz vor dem Ende des Rennens aufgrund von Motorschäden ausgefallen waren, wurde Lauda Zweiter vor Nilsson, Mass, Stuck und Laffite.

## Meldeliste
| Team                            | Nr. | Fahrer                | Chassis         | Motor                     | Reifen |
| ------------------------------- | --- | --------------------- | --------------- | ------------------------- | ------ |
| Marlboro Team McLaren           | 01  | James Hunt            | McLaren M26     | Ford Cosworth DFV 3.0 V8  | G      |
| Marlboro Team McLaren           | 02  | Jochen Mass           | McLaren M26     | Ford Cosworth DFV 3.0 V8  | G      |
| Marlboro Team McLaren           | 40  | Gilles Villeneuve     | McLaren M23     | Ford Cosworth DFV 3.0 V8  | G      |
| Elf Team Tyrrell                | 03  | Ronnie Peterson       | Tyrrell P34     | Ford Cosworth DFV 3.0 V8  | G      |
| Elf Team Tyrrell                | 04  | Patrick Depailler     | Tyrrell P34     | Ford Cosworth DFV 3.0 V8  | G      |
| John Player Team Lotus          | 05  | Mario Andretti        | Lotus 78        | Ford Cosworth DFV 3.0 V8  | G      |
| John Player Team Lotus          | 06  | Gunnar Nilsson        | Lotus 78        | Ford Cosworth DFV 3.0 V8  | G      |
| Martini Racing                  | 07  | John Watson           | Brabham BT45B   | Alfa Romeo 115-12 3.0 F12 | G      |
| Martini Racing                  | 08  | Hans-Joachim Stuck    | Brabham BT45B   | Alfa Romeo 115-12 3.0 F12 | G      |
| Hollywood March Racing          | 09  | Alex Ribeiro          | March 761B      | Ford Cosworth DFV 3.0 V8  | G      |
| Team Rothmans International     | 10  | Ian Scheckter         | March 761B      | Ford Cosworth DFV 3.0 V8  | G      |
| Scuderia Ferrari SpA SEFAC      | 11  | Niki Lauda            | Ferrari 312T2   | Ferrari 015 3.0 F12       | G      |
| Scuderia Ferrari SpA SEFAC      | 12  | Carlos Reutemann      | Ferrari 312T2   | Ferrari 015 3.0 F12       | G      |
| Équipe Renault Elf              | 15  | Jean-Pierre Jabouille | Renault RS01    | Renault EF1 1.5 V6t       | M      |
| Shadow Racing Team              | 16  | Riccardo Patrese      | Shadow DN8      | Ford Cosworth DFV 3.0 V8  | G      |
| Shadow Racing Team              | 17  | Alan Jones            | Shadow DN8      | Ford Cosworth DFV 3.0 V8  | G      |
| Team Surtees                    | 18  | Vern Schuppan         | Surtees TS19    | Ford Cosworth DFV 3.0 V8  | G      |
| Beta Team Surtees               | 19  | Vittorio Brambilla    | Surtees TS19    | Ford Cosworth DFV 3.0 V8  | G      |
| Walter Wolf Racing              | 20  | Jody Scheckter        | Wolf WR1        | Ford Cosworth DFV 3.0 V8  | G      |
| Team Tissot Ensign with Castrol | 22  | Clay Regazzoni        | Ensign N177     | Ford Cosworth DFV 3.0 V8  | G      |
| Theodore Racing Hong Kong       | 23  | Patrick Tambay        | Ensign N177     | Ford Cosworth DFV 3.0 V8  | G      |
| Penthouse Rizla Racing          | 24  | Rupert Keegan         | Hesketh 308E    | Ford Cosworth DFV 3.0 V8  | G      |
| Ligier Gitanes                  | 26  | Jacques Laffite       | Ligier JS7      | Matra MS76 3.0 V12        | G      |
| Williams Grand Prix Engineering | 27  | Patrick Nève          | March 761       | Ford Cosworth DFV 3.0 V8  | G      |
| Copersucar-Fittipaldi           | 28  | Emerson Fittipaldi    | Copersucar FD05 | Ford Cosworth DFV 3.0 V8  | G      |
| Chesterfield Racing             | 30  | Brett Lunger          | McLaren M23     | Ford Cosworth DFV 3.0 V8  | G      |
| LEC Refrigeration Racing        | 31  | David Purley          | LEC CRP1        | Ford Cosworth DFV 3.0 V8  | G      |
| RAM Racing/F&S Properties       | 32  | Mikko Kozarowitzky    | March 761       | Ford Cosworth DFV 3.0 V8  | G      |
| RAM Racing                      | 33  | Andy Sutcliffe        | March 761       | Ford Cosworth DFV 3.0 V8  | G      |
| ATS Racing Team                 | 34  | Jean-Pierre Jarier    | Penske PC4      | Ford Cosworth DFV 3.0 V8  | G      |
| Rotary Watches Stanley B.R.M.   | 35  | Guy Edwards           | BRM P207        | BRM P202 3.0 V12          | G      |
| Iberia Airlines                 | 36  | Emilio de Villota     | McLaren M23     | Ford Cosworth DFV 3.0 V8  | G      |
| Team Merzario                   | 37  | Arturo Merzario       | March 761B      | Ford Cosworth DFV 3.0 V8  | G      |
| British Formula One Racing Team | 38  | Brian Henton          | March 761       | Ford Cosworth DFV 3.0 V8  | G      |
| Melchester Racing               | 44  | Tony Trimmer          | Surtees TS19    | Ford Cosworth DFV 3.0 V8  | G      |
| McGuire                         | 45  | Brian McGuire         | McGuire BM1     | Ford Cosworth DFV 3.0 V8  | G      |

## Klassifikationen

### Startaufstellung
| Pos. | Fahrer                | Konstrukteur       | Zeit    | Ø-Geschwindigkeit | Start |
| ---- | --------------------- | ------------------ | ------- | ----------------- | ----- |
| 01   | James Hunt            | McLaren-Ford       | 1:18,49 | 216,440 km/h      | 01    |
| 02   | John Watson           | Brabham-Alfa Romeo | 1:18,77 | 215,671 km/h      | 02    |
| 03   | Niki Lauda            | Ferrari            | 1:18,84 | 215,479 km/h      | 03    |
| 04   | Jody Scheckter        | Wolf-Ford          | 1:18,85 | 215,452 km/h      | 04    |
| 05   | Gunnar Nilsson        | Lotus-Ford         | 1:18,95 | 215,179 km/h      | 05    |
| 06   | Mario Andretti        | Lotus-Ford         | 1:19,11 | 214,744 km/h      | 06    |
| 07   | Hans-Joachim Stuck    | Brabham-Alfa Romeo | 1:19,16 | 214,608 km/h      | 07    |
| 08   | Vittorio Brambilla    | Surtees-Ford       | 1:19,20 | 214,500 km/h      | 08    |
| 09   | Gilles Villeneuve     | McLaren-Ford       | 1:19,32 | 214,175 km/h      | 09    |
| 10   | Ronnie Peterson       | Tyrrell-Ford       | 1:19,42 | 213,906 km/h      | 10    |
| 11   | Jochen Mass           | McLaren-Ford       | 1:19,55 | 213,556 km/h      | 11    |
| 12   | Alan Jones            | Shadow-Ford        | 1:19,60 | 213,422 km/h      | 12    |
| 13   | Rupert Keegan         | Hesketh-Ford       | 1:19,64 | 213,315 km/h      | 13    |
| 14   | Carlos Reutemann      | Ferrari            | 1:19,64 | 213,315 km/h      | 14    |
| 15   | Jacques Laffite       | Ligier-Matra       | 1:19,75 | 213,021 km/h      | 15    |
| 16   | Patrick Tambay        | Ensign-Ford        | 1:19,81 | 212,861 km/h      | 16    |
| 17   | Arturo Merzario       | March-Ford         | 1:19,88 | 212,674 km/h      | 17    |
| 18   | Patrick Depailler     | Tyrrell-Ford       | 1:19,90 | 212,621 km/h      | 18    |
| 19   | Brett Lunger          | McLaren-Ford       | 1:20,06 | 212,196 km/h      | 19    |
| 20   | Jean-Pierre Jarier    | Penske-Ford        | 1:20,10 | 212,090 km/h      | 20    |
| 21   | Jean-Pierre Jabouille | Renault            | 1:20,11 | 212,063 km/h      | 21    |
| 22   | Emerson Fittipaldi    | Copersucar-Ford    | 1:20,20 | 211,825 km/h      | 22    |
| 23   | Vern Schuppan         | Surtees-Ford       | 1:20,24 | 211,720 km/h      | 23    |
| 24   | Ian Scheckter         | March-Ford         | 1:20,31 | 211,535 km/h      | 24    |
| 25   | Riccardo Patrese      | Shadow-Ford        | 1:20,35 | 211,430 km/h      | 25    |
| 26   | Patrick Nève          | March-Ford         | 1:20,36 | 211,404 km/h      | 26    |
| DNQ  | Alex Ribeiro          | March-Ford         | 1:20,46 | 211,141 km/h      | –     |
| DNPQ | David Purley          | LEC-Ford           | 1:20,63 | 210,696 km/h      | –     |
| DNQ  | Clay Regazzoni        | Ensign-Ford        | 1:20,79 | 210,278 km/h      | –     |
| DNQ  | Brian Henton          | March-Ford         | 1:20,79 | 210,278 km/h      | –     |
| DNQ  | Emilio de Villota     | McLaren-Ford       | 1:21,53 | 208,370 km/h      | –     |
| DNPQ | Andy Sutcliffe        | March-Ford         | 1:21,93 | 207,353 km/h      | –     |
| DNPQ | Guy Edwards           | B.R.M.             | 1:22,62 | 205,621 km/h      | –     |
| DNPQ | Tony Trimmer          | Surtees-Ford       | 1:22,80 | 205,174 km/h      | –     |
| DNPQ | Brian McGuire         | McGuire-Ford       | 1:23,76 | 202,822 km/h      | –     |
| DNPQ | Mikko Kozarowitsky    | March-Ford         | 1:31,79 | 199,488 km/h      | –     |

### Rennen
| Pos. | Fahrer                | Konstrukteur       | Runden | Stopps | Zeit       | Start | Schnellste Runde |
| ---- | --------------------- | ------------------ | ------ | ------ | ---------- | ----- | ---------------- |
| 01   | James Hunt            | McLaren-Ford       | 68     | 0      | 1:31:46,06 | 01    | 1:19,60          |
| 02   | Niki Lauda            | Ferrari            | 68     | 0      | + 18,31    | 03    | 1:20,26          |
| 03   | Gunnar Nilsson        | Lotus-Ford         | 68     | 0      | + 19,57    | 05    | 1:19,66          |
| 04   | Jochen Mass           | McLaren-Ford       | 68     | 0      | + 47,76    | 11    | 1:20,51          |
| 05   | Hans-Joachim Stuck    | Brabham-Alfa Romeo | 68     | 0      | + 1:11,73  | 07    | 1:20,87          |
| 06   | Jacques Laffite       | Ligier-Matra       | 67     | 0      | + 1 Runde  | 15    | 1:21,24          |
| 07   | Alan Jones            | Shadow-Ford        | 67     | 0      | + 1 Runde  | 12    | 1:21,19          |
| 08   | Vittorio Brambilla    | Surtees-Ford       | 67     | 1      | + 1 Runde  | 08    | 1:20,58          |
| 09   | Jean-Pierre Jarier    | Penske-Ford        | 67     | 0      | + 1 Runde  | 20    | 1:22,06          |
| 10   | Patrick Nève          | March-Ford         | 66     | 0      | + 2 Runden | 26    | 1:22,54          |
| 11   | Gilles Villeneuve     | McLaren-Ford       | 66     | 1      | + 2 Runden | 09    | 1:20,14          |
| 12   | Vern Schuppan         | Surtees-Ford       | 66     | 0      | + 2 Runden | 23    | 1:22,78          |
| 13   | Brett Lunger          | McLaren-Ford       | 64     | 1      | + 4 Runden | 19    | 1:21,99          |
| 14   | Mario Andretti        | Lotus-Ford         | 62     | 0      | DNF        | 06    | 1:20,34          |
| 15   | Carlos Reutemann      | Ferrari            | 62     | 1      | + 6 Runden | 14    | 1:21,25          |
| –    | John Watson           | Brabham-Alfa Romeo | 60     | 1      | DNF        | 02    | 1:19,63          |
| –    | Jody Scheckter        | Wolf-Ford          | 59     | 0      | DNF        | 04    | 1:20,13          |
| –    | Emerson Fittipaldi    | Copersucar-Ford    | 42     | 0      | DNF        | 22    | 1:22,42          |
| –    | Arturo Merzario       | March-Ford         | 28     | 0      | DNF        | 17    | 1:21,60          |
| –    | Riccardo Patrese      | Shadow-Ford        | 20     | 0      | DNF        | 25    | 1:22,54          |
| –    | Patrick Depailler     | Tyrrell-Ford       | 16     | 0      | DNF        | 18    | 1:21,88          |
| –    | Jean-Pierre Jabouille | Renault            | 16     | 1      | DNF        | 21    | 1:23,01          |
| –    | Ian Scheckter         | March-Ford         | 6      | 0      | DNF        | 24    | 1:23,25          |
| –    | Patrick Tambay        | Ensign-Ford        | 3      | 0      | DNF        | 16    | 1:23,90          |
| –    | Ronnie Peterson       | Tyrrell-Ford       | 3      | 0      | DNF        | 10    | 1:23,25          |
| –    | Rupert Keegan         | Hesketh-Ford       | 0      | 0      | DNF        | 13    | –                |

## WM-Stände nach dem Rennen
Die ersten sechs des Rennens bekamen 9, 6, 4, 3, 2 bzw. 1 Punkt(e). Es zählten nur die besten acht Ergebnisse aus den ersten neun Rennen und die besten sieben Ergebnisse aus den letzten acht Rennen. In der Konstrukteurswertung zählte nur das Ergebnis des bestplatzierten Fahrers eines Teams. Streichresultate sind in Klammern gesetzt.

### Fahrerwertung
| Pos. | Fahrer             | Konstrukteur                    | Punkte |
| ---- | ------------------ | ------------------------------- | ------ |
| 01   | Niki Lauda         | Ferrari                         | 39     |
| 02   | Mario Andretti     | Lotus-Ford                      | 32     |
| 03   | Jody Scheckter     | Wolf-Ford                       | 32     |
| 04   | Carlos Reutemann   | Ferrari                         | 28     |
| 05   | James Hunt         | McLaren-Ford                    | 22     |
| 06   | Gunnar Nilsson     | Lotus-Ford                      | 20     |
| 07   | Jochen Mass        | McLaren-Ford                    | 17     |
| 08   | Patrick Depailler  | Tyrrell-Ford                    | 10     |
| 09   | Jacques Laffite    | Ligier-Matra                    | 10     |
| 10   | John Watson        | Brabham-Alfa Romeo              | 9      |
| 11   | Emerson Fittipaldi | Copersucar-Ford                 | 8      |
| 12   | Carlos Pace †      | Brabham-Alfa Romeo              | 6      |
| 13   | Ronnie Peterson    | Tyrrell-Ford                    | 4      |
| 14   | Hans-Joachim Stuck | March-Ford / Brabham-Alfa Romeo | 4      |
| 15   | Vittorio Brambilla | Surtees-Ford                    | 3      |
| 16   | Alan Jones         | Shadow-Ford                     | 3      |
| 17   | Clay Regazzoni     | Ensign-Ford                     | 1      |
| 18   | Renzo Zorzi        | Shadow-Ford                     | 1      |
| 19   | Jean-Pierre Jarier | Penske-Ford                     | 1      |
| 20   | Ingo Hoffmann      | Copersucar-Ford                 | 0      |
| 21   | Hans Binder        | Surtees-Ford                    | 0      |

| Pos. | Fahrer                | Konstrukteur              | Punkte |
| ---- | --------------------- | ------------------------- | ------ |
| 22   | Riccardo Patrese      | Shadow-Ford               | 0      |
| 23   | Harald Ertl           | Hesketh-Ford              | 0      |
| 24   | Jackie Oliver         | Shadow-Ford               | 0      |
| 25   | Brett Lunger          | March-Ford / McLaren-Ford | 0      |
| 26   | Brian Henton          | March-Ford                | 0      |
| 27   | Patrick Nève          | March-Ford                | 0      |
| 28   | Rupert Keegan         | Hesketh-Ford              | 0      |
| 29   | Jacky Ickx            | Ensign-Ford               | 0      |
| 30   | Ian Scheckter         | March-Ford                | 0      |
| 31   | Gilles Villeneuve     | McLaren-Ford              | 0      |
| 32   | Vern Schuppan         | Surtees-Ford              | 0      |
| 33   | Larry Perkins         | B.R.M. / Surtees-Ford     | 0      |
| 34   | Emilio de Villota     | McLaren-Ford              | 0      |
| 35   | David Purley          | LEC-Ford                  | 0      |
| 36   | Arturo Merzario       | March-Ford                | 0      |
| –    | Tom Pryce †           | Shadow-Ford               | 0      |
| –    | Alex Ribeiro          | March-Ford                | 0      |
| –    | Boy Hayje             | March-Ford                | 0      |
| –    | Jean-Pierre Jabouille | Renault                   | 0      |
| –    | Patrick Tambay        | Ensign-Ford               | 0      |

### Konstrukteurswertung
| Pos. | Konstrukteur       | Punkte  |
| ---- | ------------------ | ------- |
| 01   | Ferrari            | 56 (58) |
| 02   | Lotus-Ford         | 47      |
| 03   | McLaren-Ford       | 34      |
| 04   | Wolf-Ford          | 32      |
| 05   | Brabham-Alfa Romeo | 19      |
| 06   | Tyrrell-Ford       | 14      |
| 07   | Ligier-Matra       | 10      |
| 08   | Copersucar-Ford    | 8       |
| 09   | Shadow-Ford        | 4       |

| Pos. | Konstrukteur | Punkte |
| ---- | ------------ | ------ |
| 10   | Surtees-Ford | 3      |
| 11   | Ensign-Ford  | 1      |
| 12   | Penske-Ford  | 1      |
| 13   | March-Ford   | 0      |
| 14   | Hesketh-Ford | 0      |
| 15   | LEC-Ford     | 0      |
| –    | B.R.M.       | 0      |
| –    | Renault      | 0      |